# Ginijev koeficient
Ginijev koeficient je merilo za statistično disperzijo, največkrat uporabljeno kot merilo neenakomerne porazdelitve dohodka in premoženja. Definiran je kot razmerje z vrednostmi med 0 in 1, pri čemer velja, da nižji ko je koeficient, bolj enakomerna je porazdelitev, in višji kot je koeficient, bolj neenakomerna je porazdelitev. Število 0 predstavlja popolno enakost (vsakdo ima popolnoma enaki prihodek in premoženje), število 1 pa predstavlja popolno neenakost (nobeden nima enakega prihodka in premoženja).
Na svetu znaša vrednost koeficienta od približno 0,232 na Danskem do 0,707 v Namibiji. Večina trgovskih držav ima koeficient med 0,25 do 0,50.
Ginijev indeks je Ginijev koeficient, izražen v procentih.
Ginijev koeficient je leta 1912 uvedel italijanski statistik Corrado Gini v delu Variabilnost in mutabilnost (ang. Variability and Mutability, it. Variabilità e mutabilità).